# ライン (音響機器)

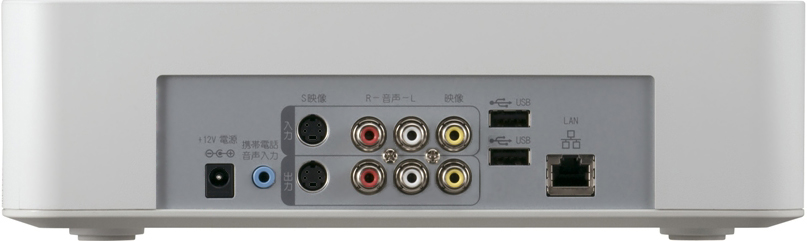
セットトップボックスの背面。テレビやオーディオ機器にアナログ音声信号を伝送するためのRCAピンジャック（白・赤）が備えられている

ラインとは、音響機器間でアナログ音声信号を伝送する端子・信号の総称である。
ラインは信号伝送に使われる端子であり、パッシブ型のスピーカーやヘッドフォン、マイクロフォン、ピックアップといった、増幅を要するトランスデューサー用の端子とは区別される。

## 電気的特性
ラインの電気的特性には業務用・民生用といった分野や国ごとに、デジュリスタンダードや、目安とされるデファクトスタンダードが存在する。

### ラインレベル
ラインに使用される電圧レベルはラインレベルと呼ばれる。民生用音響機器ではアンバランス伝送が-10dBV、バランス伝送が2Vpp、業務用音響機器では米国においては+4dBu、ドイツにおいては+6dBuが目安とされる。

### インピーダンス
理想的には、出力インピーダンスと入力インピーダンスを一致させる（インピーダンス整合をとる）ことで、最も効率よく信号が伝送される。インピーダンス整合を取る場面では、歴史的にかつて機材を共用した事情から電話回線と同等の600Ωがよく使われる。この方式は入出力双方で電圧・電流・電力が一致し、基準レベルの統一が必要なスタジオ設備などで使われる。
一方、出力側をローインピーダンスに（数百Ωなど）、入力側をハイインピーダンスに（数十kΩなど）するインピーダンス・ブリッジング、いわゆる「ロー出しハイ受け」と呼ばれる方式も取られる。この方式は整合させた場合と比較して損失はあるが、機器間のインピーダンスのばらつきがあまり問題にならず、分配を扱いやすい長所がある。この方式は基準レベルの厳密でないスタジオ設備や、ほとんどの民生用機器で使われている。
伝送理論上、電話回線のような長距離の配線の扱いは、回路（線路）のモデル的にも分布定数回路となり、不整合による反射や損失が問題となるため、整合させなければならない。一方スタジオ設備の配線のような、集中定数回路として扱える、アナログ音声信号の波長（数十kHzでは数km-数十km）に対して影響が無視できる長さの伝送路では、反射や損失は一般にたいした問題ではないため、オーディオの分野ではインピーダンス・ブリッジングのような利便性が優先され利用されている。

### バランス／アンバランス

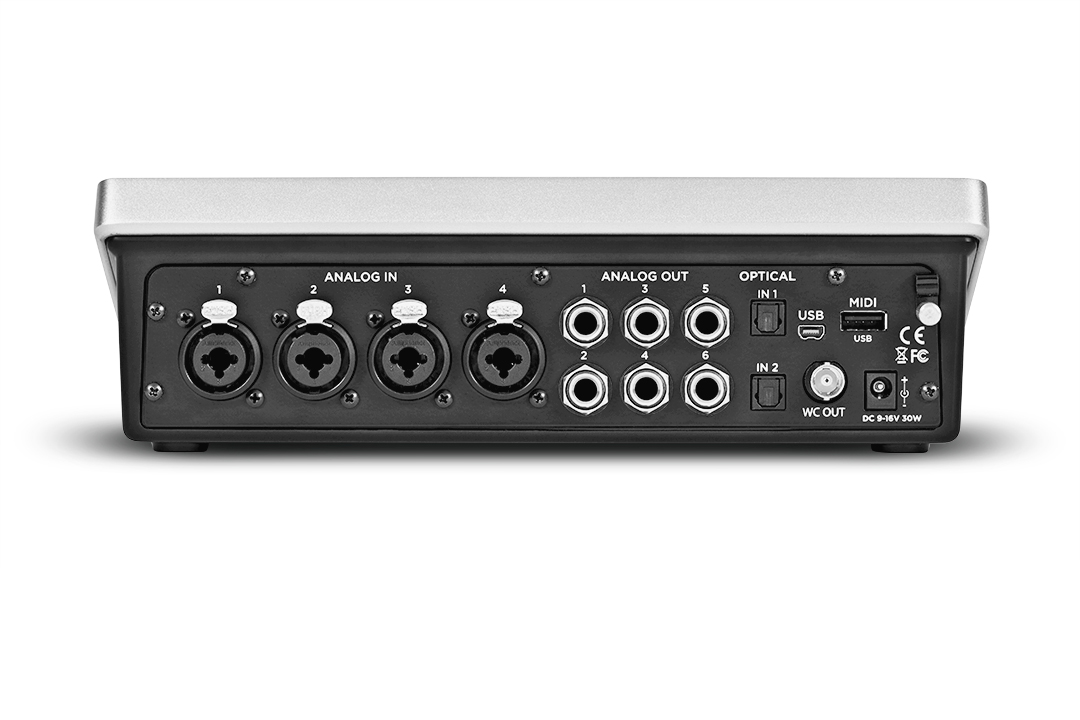
業務用機器（オーディオインターフェイス）の背面。バランス接続のため3ピンXLRキャノン・TRSフォーンジャックが備えられている

機器同士の接続にはアンバランス接続またはバランス接続方式が使われる。
アンバランス接続は接地線と単一の信号線で接続する方式で、RCAピンコネクタやTSフォーンコネクタを採用する機器で広く使われる。
バランス接続は接地線と差動信号用のホット線・コールド線で接続する方式で、同一位相・強度で混入したノイズ（コモン・モード・ノイズ）を入力回路で打ち消す長所を持つ。3ピンXLRキャノンコネクタを採用する業務用機器などで使われる。

## コネクタ
ライン入出力に用いられるコネクタにはRCAピン、フォーン、XLRキャノン、110号（Bゲージ）、TTバンタムといったものがあるが、これらに限られない。コネクタを変換する変換アダプタも市販されている。
アンバランス接続では2極のものがモノラル／1チャンネル、3極のものがステレオ／2チャンネルの接続に使われる。
バランス接続では3極のものがモノラル／1チャンネル、5極のものがステレオ／2チャンネルの接続に使われる。

## 他の音声端子との中継機器
ラインは、ヘッドフォンやマイクロフォン、エレクトリック・ギターなどの電気楽器の端子とは電気的特性が異なり、接続には増幅調整や変換が要される。専用の中継機器としては下記のような機器が使われる。
マイクロフォン（マイクレベル）からライン
マイクプリアンプ
電気楽器（インストゥルメントレベル）からライン
ダイレクト・ボックス（とマイクプリアンプ）
レコードプレーヤー（フォノ）からライン
フォノイコライザーアンプ
デジタル音声からライン
デジタル-アナログ変換回路（DAC）
ラインからデジタル音声
アナログ-デジタル変換回路（ADC）
ラインからヘッドフォン
ヘッドホンアンプ
ラインからスピーカー
パワーアンプ
この他、中継回路を内蔵したり、複数の入出力を併せ備えた、AVアンプやパワードミキサーといった汎用機器も使われる。